# Mega Man Maker
Mega Man Maker (précédemment connu sous le nom de Mega Maker) est un jeu d'action-plates-formes non officiel développé par un fan et sorti en juillet 2017 sur PC (Windows), inspiré par et fondé sur les concepts et les visuels de la série Mega Man. Les joueurs peuvent créer et partager leurs propres niveaux de jeux Mega Man en ligne comme des niveaux classiques de la série Mega Man, des niveaux avec énigmes et des niveaux à création automatique (qui ont été rendus populaires dans Super Mario Maker). Les joueurs peuvent jouer les autres niveaux soit en recherchant leur identifiant de niveau ou le nom du niveau. Fondé sur un système de votes reçus sur chaque niveau, ils sont présentés dans différentes catégories. Il est communément considéré comme un équivalent de Super Mario Maker par les fans de Mega Man,,,,,,.

## Système de jeu
Le créateur de niveaux permet aux utilisateurs de choisir parmi quarante-six ennemis, vingt-neuf objets de niveau, seize boss, vingt-quatre armes spéciales, quarante arrière-plans, cent-vingt-neuf jeux de tuiles, soixante-trois morceaux de musique de la série originale Mega Man et des éléments supplémentaires ajoutés par les développeurs au fur et à mesure. Certaines de ces fonctionnalités comprennent la possibilité de noter les niveaux d'autres personnes, la prise en charge du contrôleur et les niveaux de navigation avec six filtres différents tels que les plus récents, les plus vieux, les mieux notés...

## Développement
Le développement du jeu a débuté en septembre 2016, lancé par le leader du projet et programmeur principal, créateur des sprites et concepteur, surnommé WreckingPrograms. Onze autres développeurs ont fourni un travail sur le jeu, au niveau de la musique, des illustrations, des sprites, et de la programmation pour le site Web du jeu, tandis qu'une équipe de quinze personnes a testé le jeu.
Le jeu est développé sur le moteur de jeu Mega, qui a également été développé par le créateur du jeu. Outre les correctifs de bugs, les développeurs prévoient d'inclure plus de contenu au fur et à mesure, y compris les éléments de Mega Man 7 et d'autres fonctionnalités supplémentaires. Mega Man Maker et son équipe de développement ne sont pas affiliés à Capcom et le jeu n'est actuellement disponible que sur PC,.